# Folke den tjocke
Folke den tjocke var en svensk storman som skall ha levat under tidigt 1100-tal. Han är omnämnd av Saxo Grammaticus, kallad Sveticæ gentis nobilissimus "den mest högborne man i Sverige".
Saxo säger också att Folke ska ha varit gift med Ingegärd Knutsdotter av Danmark och med henne haft barnen Bengt och Knut, samt ha varit farfar till Birger Brosa. Enligt Johannes Bureus Sumlen ska han ha varit son till Ingevald Folkesson (Bjälboätten), son till Folke Filbyter, men dessa uppgifter är så sena att de inte är trovärdiga.
Dick Harrison skrev 2017 i SVD att Folke den tjocke har bevisligen existerat. Han förekommer inte bara i den senmedeltida klosteruppteckningen från Varnhem utan också hos den danske historieskrivaren Saxo Grammaticus (ca 1200). 

## Myten om Foulque de Montrevault
| ”                              | Att Folkungaättens (idag oftare kallad Bjälboätten) stamfader Folke den tjocke skulle vara identisk med en Foulque de Montrevault från Anjou (där flera grevar mellan år 900 och 1100 bar namnet Folke och hade beskrivande andranamn som tex: den röde, den gode, den knarrige, den unge), som efter 1086 ej nämnes i franska källor. Detta hugskott har med rätta tidigare kritiserats av Pontus Möller i Släkt och Hävd 1959, s. 327, men det oaktat medtagits i verket om Gorm den gamles ättlingar (s. 6 och 250), nu med tillägget, att Foulque hade en broder vid namn Burchard, från vilken de svenska jarlarna Birger(!) skulle ha ärvt sitt namn. Det hela faller emellertid med utgångspunkten, Brenners påstående, att namnet Folke ej kunnat beläggas i Norden före Folke den tjocke. Detta är nämligen oriktigt. Ifrågavarande namn förekommer i själva verket redan på runstenar. | „ |
| – Hans Gillingstam, PHT ,1967. | |   |